# Lernfeld
Ein Lernfeld ist eine didaktisch-curriculare Organisationseinheit im Berufsschulunterricht. Nach einem Beschluss der Kultusministerkonferenz (KMK) werden seit 1996 alle neugeordneten Ausbildungsberufe nach dem Lernfeldkonzept entworfen. Die Lernfelder werden abgeleitet aus beruflichen Handlungsfeldern.

## Beschreibung
Mit dem Lernfeldkonzept soll die traditionelle Fächerauftrennung in allen berufsbildenden Schulformen (z. B. Berufsschule, Berufsfachschule u. a.) aufgehoben werden. In den neugeordneten Ausbildungsberufen gibt es heute 10 bis 18 Lernfelder. Die Lernfelder wiederum orientieren sich an realen betrieblichen Handlungssituationen und fassen mehrere Handlungsfelder zusammen. So umfasst bspw. das kaufmännische Lernfeld „Bestände und Wertströme erfassen und dokumentieren“ die Handlungsfelder aller betrieblichen Funktionsbereiche. Im Lernfeld soll der Auszubildende in einer Lernsituation nach dem Modell der vollständigen Handlung (Informieren, Planen, Entscheiden, Ausführen, Kontrollieren und Bewerten) lernen.
Das Ziel der von der KMK veröffentlichten Handreichungen ist es, im Unterricht an berufsbildenden Schulen die Handlungskompetenz der Schüler und ihre Bereitschaft zu lebenslangem Lernen stärker zu fördern. Handlungskompetenz wird dabei von der KMK definiert als „die Bereitschaft und Fähigkeit des Einzelnen, sich in beruflichen, gesellschaftlichen und privaten Situationen sachgerecht durchdacht sowie individuell und sozial verantwortlich zu verhalten“ (KMK 2005, S. 9) und unterteilt sich in die Dimensionen „Fachkompetenz“, „Humankompetenz“ und „Soziale Kompetenz“ (KMK 2005, S. 9). Das Konzept, um die Handlungskompetenz konkret zu fördern, ist der Lernfeldansatz und das Mittel zur Durchsetzung ist die Neuordnung der Rahmenlehrpläne.
Lernfelder werden von der KMK verstanden als „…durch Zielformulierung, Inhalte und Zeitrichtwerte beschriebene thematische Einheiten, die an beruflichen Aufgabenstellungen und Handlungsabläufen orientiert sind“ (KMK 2000, S. 14). Es sollen nicht ausschließlich die thematischen Inhalte des Unterrichts beschrieben werden, wie es in den traditionellen Lehrplänen der Fall war, sondern die Kompetenzen, die der Schüler durch den Unterricht entwickeln soll (vgl. Bauer/Przygodda 2002, S. 2). Die Herausforderung für Berufsschullehrer besteht daher darin, diejenigen Situationen des Arbeitslebens ihrer Schüler zu identifizieren, an denen sich exemplarisch fachliche Inhalte und Kompetenzen erarbeiten lassen.

## Handlungskompetenz
Mit der Lernfeldorientierung soll auch die Handlungsorientierung, die als besonders geeignet gilt um Handlungskompetenz zu fördern, gestärkt werden (vgl. KMK 2000, S. 10). Dabei müssen die Schüler nicht zwangsläufig handelnd tätig werden, denn „Lernfeldorientierung ist ein didaktisches Konzept, das fach- und handlungssystematische Strukturen miteinander verschränkt“ (KMK 2000, S. 10) und sich sehr wohl durch verschiedene Methoden erreichen lässt (KMK 2000, S. 10). Außerdem „können innerhalb von Lernfeldern thematische Einheiten nach fachwissenschaftlichen Gesichtspunkten vorgesehen werden. In jedem Fall ist auch für solche Einheiten der Zusammenhang mit dem Arbeitsprozess deutlich zu machen“ (KMK 2000, S. 14). Solange also die fachwissenschaftlichen Inhalte des Unterrichts auf eine berufliche Handlung bzw. ein berufliches Handlungsfeld bezogen sind, sind sie auch ‚handlungsorientiert’. Der Ausgangspunkt des Lernens sind nämlich Handlungen, die entweder selbst ausgeführt oder aber gedanklich nachvollzogen werden (vgl. KMK 2000, S. 10). Also werden „mit den Lernfeldern […] Aufgaben aus der beruflichen Realität der Lernenden in der Berufsschule didaktisch aufbereitet und in entsprechende unterrichtliche Lernsituationen umgesetzt. Die dazu notwendigen fachsystematischen Inhalte dienen der Lösung dieser Aufgaben. […] Die Lösung der in der Lernsituation vorgegebenen Aufgabe wird in einem Wechsel zwischen fachsystematischen [sic] und situations- bzw. fallbezogenem Lernen erarbeitet“ (LPM 2003, S. 1).

## Konsequenzen
Es ergeben sich daher einige tief greifende Konsequenzen:
- Die typischen Fächer werden abgeschafft und durch Lernfelder ersetzt; bzw. es wird fächerübergreifend unterrichtet (vgl. Pätzold 2002, S. 54 f.).
- Die Lehrer eines Bildungsganges und die Lehrer, die dieselbe Klasse unterrichten, müssen ihren Unterricht stark mit ihren Kollegen abstimmen.
- Die berufsübergreifenden Fächer wie Deutsch/Kommunikation, Fremdsprache, Mathematik, Naturwissenschaften und Wirtschafts-/Sozialkunde gehen in den Lernfeldern auf, sind jedoch weiterhin als sog. Lernbausteine abgegrenzt. Dies sind modularisierte und standardisierte Teilcurricula des Faches und werden in identischer Form auch an anderen Schulformen wie der Berufsfachschule unterrichtet. Eine solche Standardisierung erlaubt die Anrechnung der Lernbausteine in anderen Bildungsformen wie der Berufsschule oder der beruflichen Oberschule.

Das Lernfeldkonzept ist also eine weit reichende Reform der beruflichen Curricula. Durch die enge Orientierung an beruflichen Tätigkeitsfeldern soll die Handlungskompetenz der Schüler gestärkt werden und damit auch ihre Fähigkeit zum lebenslangen Lernen.

## Chronologische Literatur
- Ralf Dierenbach, Thomas Hug: Wege aus dem Lernfeld-Dschungel. Eine Einführung für den Umgang mit Lernfeldern. 2. überarbeitete und erweiterte Auflage 2016. futurelearning, Schönau im Schwarzwald, ISBN 3-00-014222-3.
- Horst Küppers, Hermann Schulz, Peter Thiesen: Irrweg Lernfeldkonzeption in der Erzieherausbildung. Eine Streitschrift. In: klein & groß: mein Kita-Magazin. (ISSN 0863-4386) 67. Jg., H. 12 (2014), S. 54–57.
- Tade Tramm, H.-Hugo Kremer und Ralf Tenberg (Hrsg.): Lernfeldansatz – 15 Jahre danach. bwp@, Ausgabe 20, 2011 (bwpat.de).
- Ralf Tenberg: Didaktik lernfeldstrukturierten Unterrichts. Theorie und Praxis beruflichen Lernens und Lehrens. Klinkhardt, Bad Heilbrunn 2006.
- Reinhard Bader, Martina Müller (Hrsg.): Unterrichtsgestaltung nach dem Lernfeldkonzept. wbv, Bielefeld 2004.
- Landesinstitut für Pädagogik und Medien des Saarlandes [LPM] (Hrsg.): Handreichung zur Umsetzung von KMK-Rahmenlehrplänen für die neu geordneten industriellen und handwerklichen Elektroberufe. Saarbrücken 2003.
- Franz Gramlinger und Tade Tramm (Hrsg.): Lernfeldansatz zwischen Feiertagsdidaktik und Alltagstauglichkeit. 4. Auflage. bwp@, 2003 (bwpat.de).
- W. Bauer, K. Przygodda: The contribution of the German pilot project ‚New Learning Concepts within the Dual Vocational Education and Training System’ towards the development of work process related and competence-based curricula. ECER, Lisbon 2002 (files.eric.ed.gov [PDF]).
- Reinhard Bader, Peter F. E. Sloane (Hrsg.): Bildungsmanagement im Lernfeldkonzept. Curriculare und organisatorische Gestaltung. Eusl, Paderborn 2002, ISBN 3-933436-39-7.
- Günter Pätzold: Lernfelder – Lernortkooperation. Neugestaltung beruflicher Bildung. In: Dortmunder Beiträge zur Pädagogik. Band 30. Dortmund 2002, ISBN 3-89733-074-1.
- H.-Hugo Kremer, Peter F. E. Sloane: Lernfelder implementieren. Zur Entwicklung und Gestaltung fächer- und lernortübergreifender Lehr-/Lernarrangements im Lernfeldkonzept. Eusl, Paderborn 2001, ISBN 3-933436-16-8.
- Antonius Lipsmeier, Günter Pätzold (Hrsg.): Lernfeldorientierung in Theorie und Praxis. Franz Steiner, Stuttgart 2000, ISBN 3-515-07731-6.
- Reinhard Bader, Peter F. E. Sloane (Hrsg.): Lernen in Lernfeldern. Theoretische Analysen und Gestaltungsansätze zum Lernfeldkonzept. Eusl, Markt Schwaben 2000, ISBN 3-933436-22-2.
- Richard Huisinga, Ingrid Lisop, Hans-Dieter Speier (Hrsg.): Lernfeldorientierung. Konstruktion und Unterrichtspraxis. G.A.F.B., Frankfurt a. M. 1999, ISBN 3-925070-27-3.
- KMK: Handreichungen für die Erarbeitung von Rahmenlehrplänen der Kultusministerkonferenz (KMK) für den berufsbezogenen Unterricht in der Berufsschule und ihre Abstimmung mit Ausbildungsordnungen des Bundes für anerkannte Ausbildungsberufe. (Jahre 1996/2000/2007/2011).